# Музей науки (Лондон)
Музей науки (англ. Science Museum) — один з трьох основних музеїв вікторіанської епохи на Ексибішн-роуд в лондонському районі Південний Кенсінгтон.

## Історія

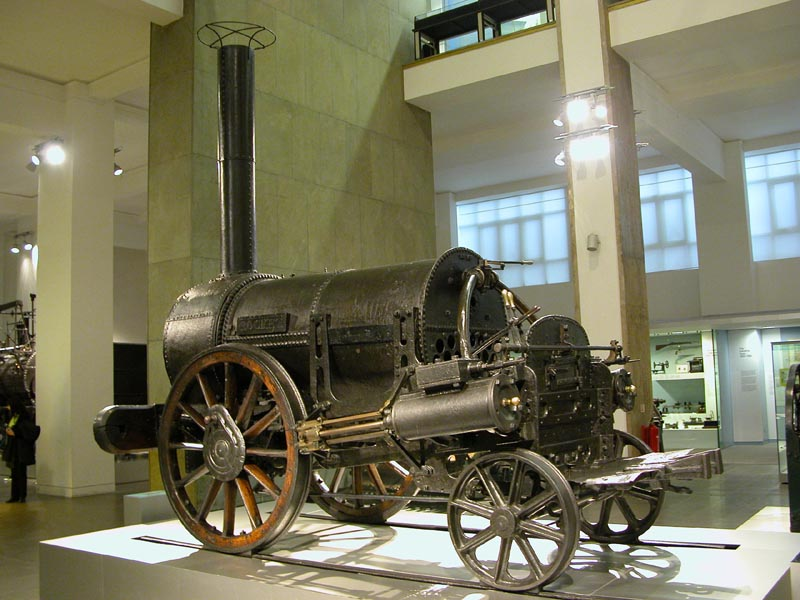
Паровоз «Ракета»

Музей був заснований 1857 року на основі колекції товариства Royal Society of Arts та експонатів Всесвітньої виставки. Нинішня будівля музею була споруджена шотландським архітектором Річардом Еллісоном і відкрита для відвідувачів поетапно з 1919 по 1928 рік.

## Експонати
Наразі фонди Музею Науки налічують понад 300 тисяч експонатів, у тому числі паровози «Ракета» та «Пихкаючий Біллі», Різницева машина Чарлза Беббіджа.
Усередині музею є великий центральний хол, висотою до самого даху, який зроблений зі скла. Численні галереї розташовані навколо центрального холу на п'яти поверхах. Кожний зал присвячений одній тематиці та представляє її у найширшому наборі експонатів. Наприклад, в залі годинників можна побачити годинники всіх часів, від єгипетських та римських до найсучасніших концептуальних моделей. Також є зали, присвячені астрономічним винаходам, хімії, друкарським верстатам, електриці, комунікацій, фотографії, навігації, фізиці.
Найвищий поверх повністю присвячений різним літальним апаратам. Біля кожного експоната є аудіогід, якщо взяти слухавку такого аудіогіда, то можна почути про те, як і хто створив модель, і де її використовували.
Музей розрахований не лише на дорослих, але й на відвідувачів-дітей, адже багато експонатів можна помацати руками, покрутити колеса та натискати на кнопочки. Багато моделей в музеї діючі та створені спеціально для того, щоб люди побачили, як вони працюють.